# پولی تپه کوچک
پولی تپه کوچک مربوط به سده‌های اولیه دوران‌های تاریخی پس از اسلام است و در شهرستان خدابنده، بخش سجاسرود، روستای سیامان واقع شده و این اثر در تاریخ ۷ مهر ۱۳۸۱ با شمارهٔ ثبت ۶۲۶۱ به‌عنوان یکی از آثار ملی ایران به ثبت رسیده است.